# Trockenfallen
Als Trockenfallen wird eine in der Natur vorkommende Erscheinung bezeichnet, bei der sich Wasser vom Land zeitweise oder auf Dauer zurückzieht respektive der Gewässergrund zunehmend frei liegt.

## Trockenfallen an Küsten
Trockenfallen bezeichnet das Phänomen, dass Sandbänke und flache Meeresböden vor der Küste bei Niedrigwasser für eine gewisse Zeit über dem momentanen Meeresspiegel liegen.
Trockenfallende Gebiete sind ein Problem der Nautik und daher auf Seekarten grünlich getönt, die Zahl der Tiefenangabe ist unterstrichen und gibt an, wie hoch die entsprechende Stelle bei Niedrigwasser über dem temporären Wasserspiegel liegt. Das Seekartennull (Höhenbezug von Seekarten) zeigt an Gezeitenküsten meist den astronomisch niedrigst möglichen Gezeitenwasserstand (LAT), sodass die Tiefenlinien auf die Gefahren des Auflaufens hinweisen.
Für die Flora und Fauna bilden die trockenfallenden Gebiete ein spezielles Habitat, das Wattenmeer ist dafür ein Beispiel.
Bei trockengefallenen Flächen besteht die Gefahr, dass Menschen, die diese Flächen betreten haben, beim Auflaufen des Wassers der Weg abgeschnitten wird, da Höhenunterschiede auf großen trockengefallenen Gebieten nicht zu erkennen sind. Das zurückkommende Wasser erzeugt starke Strömungen, die das Schwimmen unmöglich machen. Außerdem kann es sich als sehr schwierig erweisen, auf trockengefallenen Flächen zu laufen. Besonders im Watt kann eine Person unerwartet einsinken, weil solche Stellen im Watt nicht erkennbar sind.

## Trockenfallen von Binnengewässern

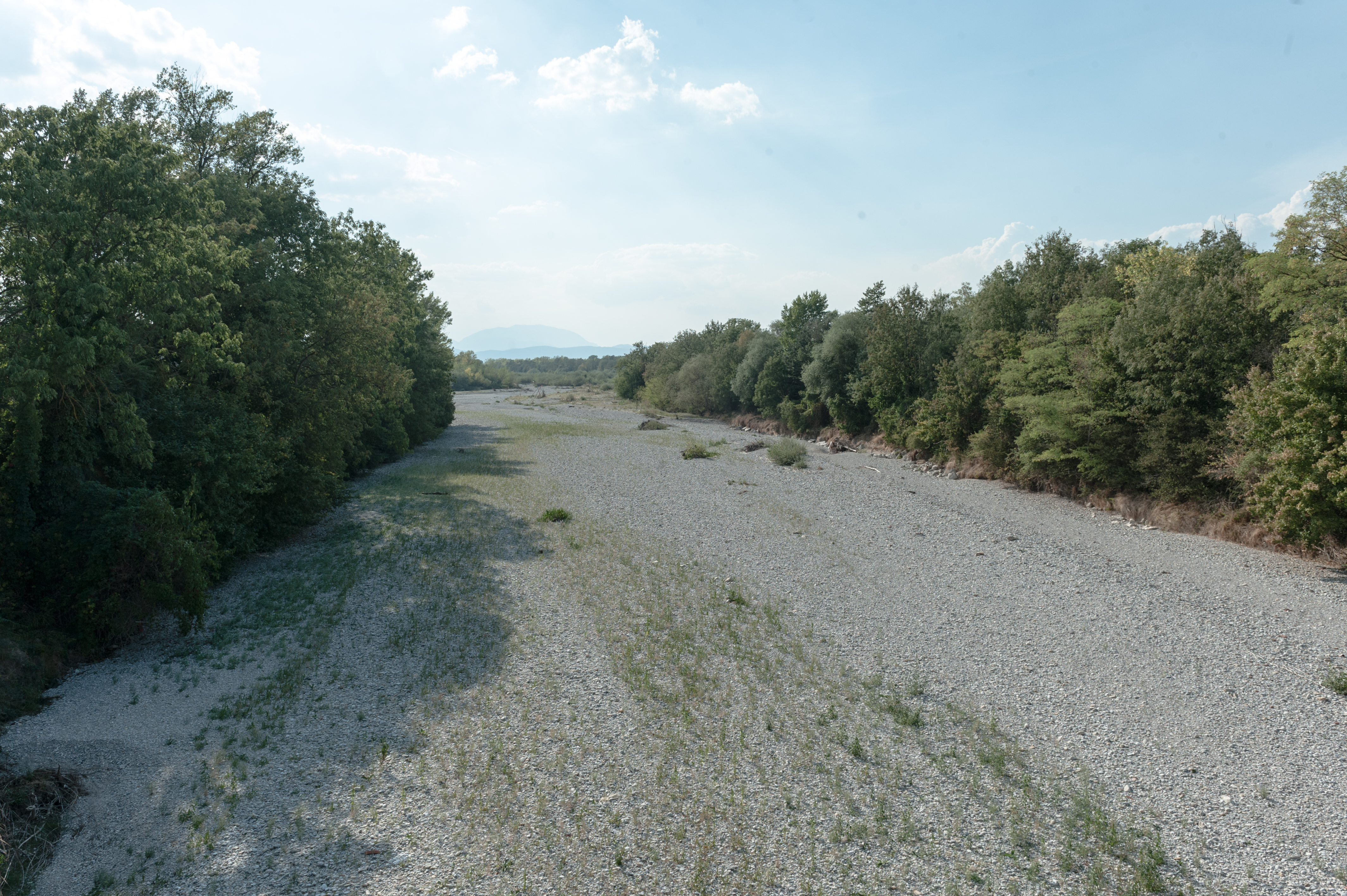
Die trockene Schwarza während der Hitzewelle 2015

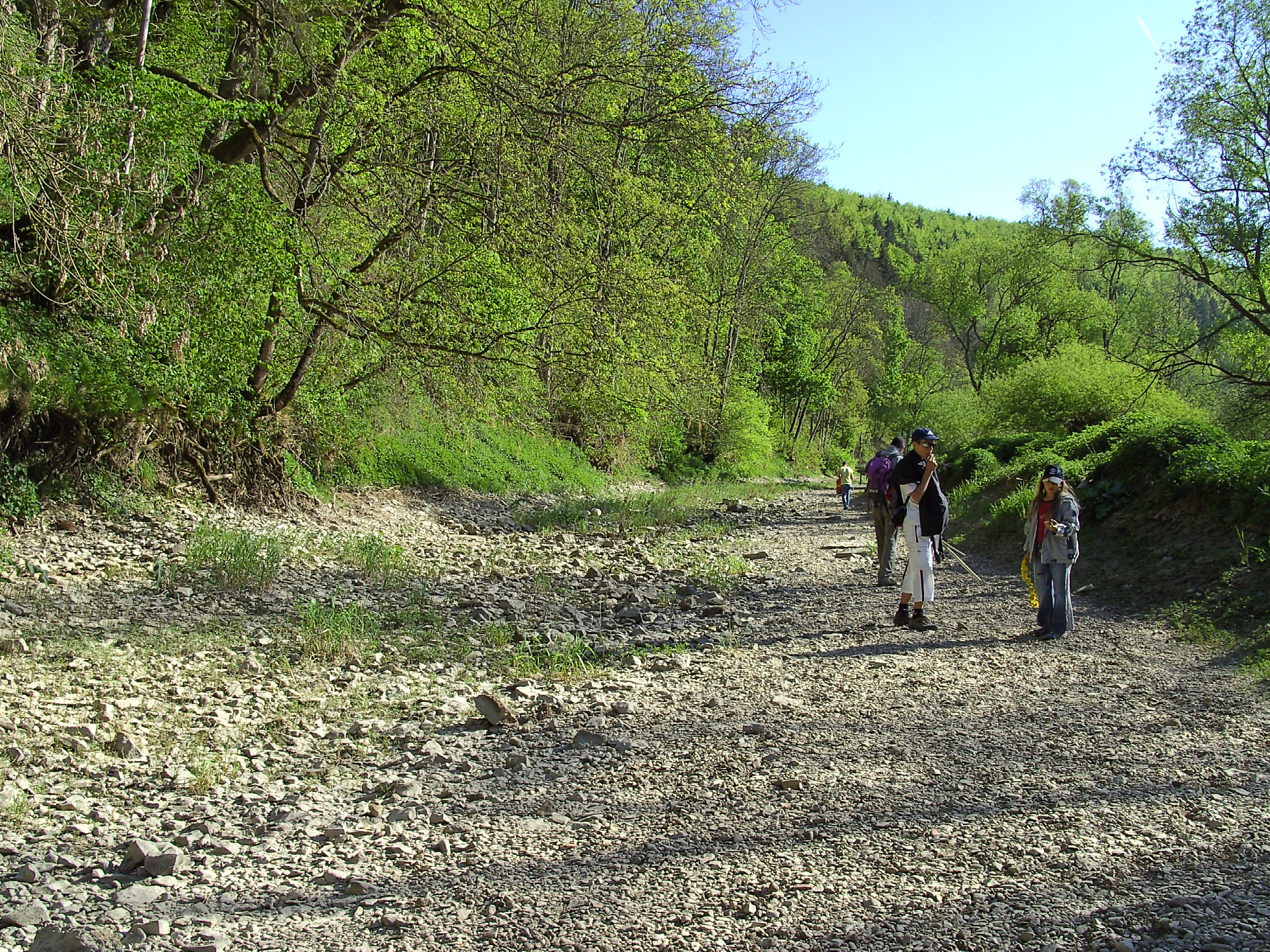
Versinkung durch starke Verkarstung der Oberen Donau bei Immendingen

Flüsse und Seen leiden bei langanhaltender Dürre, also ausbleibendem Niederschlag, an Trockenfallen. Dabei engt sich das Gewässer zunehmend ein, und Fließgewässer können vollständig versiegen, Stillgewässer austrocknen.
Bei starker Verkarstung, wie z. B. auf der Schwäbischen Alb, können Gewässer ebenfalls bei Niedrigwasser durch Versinkung trockenfallen.
Ökologisch ist Trockenfallen bei Süßgewässern eine Katastrophe, die schwere Auswirkungen auf Flora und Fauna hat. Dort, wo Niedrigwasser oder gar Trockenfallen aber regelmäßig auftritt, sind die Organismen meist angepasst. Gewässer, die regelmäßig trockenfallen, nennt man intermittierend, und man unterscheidet periodisch (regelmäßig) und episodisch (gelegentlich) trockenfallend: So unterscheidet sich durch das Trockenfallen der Tümpel (die Lacke) als Gewässertyp von See und Teich.
Die Binnenschifffahrt kann sich gegen starkes Niedrigwasser nur durch Ausbaggern der Fahrrinne oder durch Bau von Stauhaltungen behelfen. Für die Wasserwirtschaft ist auch die Problematik der Wasserentnahme und Restwassermenge an Stauwerken ein Problem.

## Trockenfallen von Wasserstellen
Kritisch ist das Trockenfallen von Süßgewässern auch für die Wasserversorgung. Sowohl direkte Wasserstellen, als auch benachbarte Grundwasserspiegel sinken ab, Brunnen versiegen und die Vegetation verdorrt. Entnahmebrunnen können trockenfallen, wenn die Fördermenge dauerhaft höher als die Ergiebigkeit ist.
Ursache dafür kann auch die Zusetzung des Brunnenfilters, z. B. durch Verockerung sein, oder die hydrogeologischen Verhältnisse lassen wegen zu geringer Durchlässigkeiten eine dauerhafte Förderung im Umfang der Anfangsförderung nicht zu.

## Trockenfallen durch geophysikalische Prozesse
Im geologischen Sektor können etwa durch tektonische Verschiebungen oder dadurch ausgelöste Erdbeben Küstengebiete oder ganze Landstriche trockenfallen. So geht ein Wissenschaftler von der Universität Utrecht davon aus, dass das gesamte Mittelmeer vor etwa 5 Millionen Jahren durch Verdunstung austrocknete. Der Zufluss von Wassermassen aus dem Atlantik unterblieb, weil sich die Landmasse unter der Straße von Gibraltar über den Meeresspiegel erhoben hatte. Dieser Zustand bildete sich nach etwa 170.000 Jahren zurück.
Kaltzeiten binden solche große Mengen Wasser als Eis, dass ganze Meerengen trockenfallen, das betrifft auch die Frage der Beringstraße und die Besiedlung Nordamerikas, oder der Inseln Südostasiens, oder den Kontakt der britischen Inseln mit dem Festland anstelle des Ärmelkanals und der südlichen Nordsee.
Das Erdbeben vor Kreta 365 hat beispielsweise das Hafenbecken der antiken Stadt Phalasarna um mehrere Meter über den Meeresspiegel angehoben.
Im Winter 1848 fielen die Niagarafälle für einige Stunden trocken. Hier war das Ausbleiben der Wassermassen durch einen Eisstau flussaufwärts die Ursache.
Bekannt ist auch das Trockenfallen im Rahmen eines Tsunami. Dieser ist der Wellenberg, das nachfolgende Wellental führt zu abnorm niedrigem Wasserstand. Je nach auslösendem Prozess trifft zuerst ein Wellenberg oder ein Wellental auf Land: Das Trockenfallen kann als Vorzeichen auftreten und ist dann höchstes Alarmsignal, sonst zwischen zwei Einzel-Tsunamis. Seit dem Tsunami 2004 ist weltweit bekannt, dass sich Neugierige in ersterem Fall oft in den trockengefallenen Bereich begeben, was für die Betroffenen höchste Gefahr bedeuten kann.

## Trockenfallen von Wasserfahrzeugen

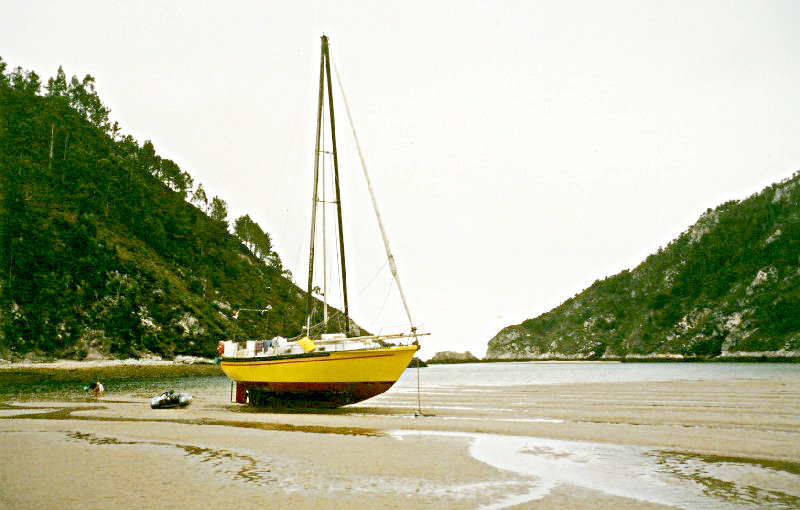
Segelyacht hat sich trockenfallen lassen in der Ría de Tina Menor in Spanien, 1997

Das Trockenfallen von Wasserfahrzeugen bezeichnet den Prozess, bei dem ein Wasserfahrzeug bei ablaufendem Wasser auf eine flache Stelle auffährt oder an einer flachen Stelle ankert, so dass das Fahrzeug bei Niedrigwasser trocken auf dem Meeresgrund liegt. An Küsten mit starkem Tidenhub fallen teilweise ganze Häfen trocken, so dass Schiffe, die im Hafen bleiben wollen, für das Trockenfallen ausgelegt sein müssen.